# 함안 대치리 공룡발자국 화석
함안 대치리 공룡발자국 화석(咸安 大峙里 恐龍발자국 化石)은 대한민국 경상남도 함안군 칠서면 대치리의 경상 누층군 함안층 상에 있는 공룡발자국 화석이다. 1993년 12월 27일 경상남도의 문화재자료 제205호로 지정되었다.

## 개요
공룡은 중생대의 쥐라기로부터 백악기에 걸쳐 번성했던 길이 5∼25m의 거대한 파충류를 통틀어 말한다.
함안 대치리의 공룡발자국화석은 낙동강변에 위치한 함안 칠서지방공단 부지조성공사 때에 경상 누층군 함안층 상에서 발견되었다. 중생대 백악기 때의 것으로 거대한 공룡발자국 화석 70여 개가 있는데, 작은 발자국에는 발가락 자국까지 보인다. 발자국 크기를 보면 약 340∼360㎜, 길이는 370㎜로서 초식공룡이 4발로 기어다닌 것으로 보인다.
함안 대치리의 공룡발자국화석은 중생대 생태학 연구의 귀중한 자료로써 문화재자료로 지정하여 보전하고 있다.

## 참고 문헌
- 함안 대치리 공룡발자국 화석 - 국가유산청 국가유산포털